# Isla Los Pájaros
La isla Los Pájaros (también llamada Isla del Diablo) es una isla perteneciente a Venezuela que se encuentra ubicada en el Noroeste del país, en el municipio Santa Rita del Estado Zulia.
Está ubicada justo al norte de la Isla de Pescadores, Su origen es también aluvial y está cubierta de manglares, en ella se encuentran la tortuga verde y 5 especies de aves residentes entre las que destacan la gaviota de veras, el guanaguanare y la tiñosa
Posee una superficie aproximada de 700 hectáreas equivalentes a unos 7 kilómetros cuadrados.